# IndyCar Series 2017
Die Verizon IndyCar Series 2017 war die 22. Saison der IndyCar Series und die 96. Meisterschaftssaison im US-amerikanischen Monoposto-Sport. Penske-Fahrer Josef Newgarden sicherte sich in seinem ersten Jahr für das Team den Titel. Das Indy 500 wurde von Takuma Satō gewonnen.

## Teams und Fahrer
Alle Teams benutzten das Chassis DW12 und Reifen von Firestone.
| Team                                         | Nr. | Fahrer                | Aero-Kit  | Motor     | Veranstaltung                    |
| -------------------------------------------- | --- | --------------------- | --------- | --------- | -------------------------------- |
| Team Penske                                  | 01  | Simon Pagenaud        | Chevrolet | Chevrolet | 1–17                             |
| Team Penske                                  | 02  | Josef Newgarden       | Chevrolet | Chevrolet | 1–17                             |
| Team Penske                                  | 03  | Hélio Castroneves     | Chevrolet | Chevrolet | 1–17                             |
| Team Penske                                  | 12  | Will Power            | Chevrolet | Chevrolet | 1–17                             |
| Team Penske                                  | 22  | Juan Pablo Montoya    | Chevrolet | Chevrolet | 5, 6                             |
| Ed Carpenter Racing                          | 20  | Spencer Pigot         | Chevrolet | Chevrolet | 1–3, 5, 7, 8, 10, 12, 13, 16, 17 |
| Ed Carpenter Racing                          | 20  | Ed Carpenter          | Chevrolet | Chevrolet | 4, 6, 9, 11, 14, 15              |
| Ed Carpenter Racing                          | 21  | J. R. Hildebrand      | Chevrolet | Chevrolet | 1, 2, 4–17                       |
| Ed Carpenter Racing                          | 21  | Zach Veach            | Chevrolet | Chevrolet | 3                                |
| Rahal Letterman Lanigan Racing               | 13  | Zachary Claman DeMelo | Honda     | Honda     | 17                               |
| Rahal Letterman Lanigan Racing               | 15  | Graham Rahal          | Honda     | Honda     | 1–17                             |
| Rahal Letterman Lanigan Racing               | 16  | Oriol Servià          | Honda     | Honda     | 6–8                              |
| Chip Ganassi Racing Teams                    | 08  | Max Chilton           | Honda     | Honda     | 1–17                             |
| Chip Ganassi Racing Teams                    | 09  | Scott Dixon           | Honda     | Honda     | 1–17                             |
| Chip Ganassi Racing Teams                    | 10  | Tony Kanaan           | Honda     | Honda     | 1–17                             |
| Chip Ganassi Racing Teams                    | 83  | Charlie Kimball       | Honda     | Honda     | 1–17                             |
| Andretti Autosport                           | 26  | Takuma Satō           | Honda     | Honda     | 1–17                             |
| Andretti Autosport with Lendium              | 27  | Marco Andretti        | Honda     | Honda     | 1–4                              |
| Andretti Autosport with Yarrow               | 27  | Marco Andretti        | Honda     | Honda     | 5–17                             |
| Andretti Autosport                           | 28  | Ryan Hunter-Reay      | Honda     | Honda     | 1–17                             |
| McLaren-Honda-Andretti                       | 29  | Fernando Alonso       | Honda     | Honda     | 6                                |
| Michael Shank Racing with Andretti Autosport | 50  | Jack Harvey           | Honda     | Honda     | 6                                |
| Andretti Herta Autosport with Curb-Agajanian | 98  | Alexander Rossi       | Honda     | Honda     | 1–17                             |
| Schmidt Peterson Motorsports                 | 05  | James Hinchcliffe     | Honda     | Honda     | 1–17                             |
| Schmidt Peterson Motorsports                 | 07  | Mikhail Aleshin       | Honda     | Honda     | 1–11, 13                         |
| Schmidt Peterson Motorsports                 | 07  | Sebastián Saavedra    | Honda     | Honda     | 12, 14, 15                       |
| Schmidt Peterson Motorsports                 | 07  | Jack Harvey           | Honda     | Honda     | 16, 17                           |
| Schmidt Peterson Motorsports                 | 77  | Jay Howard            | Honda     | Honda     | 6                                |
| A. J. Foyt Enterprises                       | 04  | Conor Daly            | Chevrolet | Chevrolet | 1–17                             |
| A. J. Foyt Enterprises                       | 14  | Carlos Muñoz          | Chevrolet | Chevrolet | 1–17                             |
| A. J. Foyt Enterprises                       | 40  | Zach Veach            | Chevrolet | Chevrolet | 6                                |
| Dale Coyne Racing                            | 18  | Sébastien Bourdais    | Honda     | Honda     | 1–5, 15–17                       |
| Dale Coyne Racing                            | 18  | James Davison         | Honda     | Honda     | 6                                |
| Dale Coyne Racing                            | 18  | Esteban Gutiérrez     | Honda     | Honda     | 7, 8, 10–14                      |
| Dale Coyne Racing                            | 18  | Tristan Vautier       | Honda     | Honda     | 9                                |
| Dale Coyne Racing                            | 19  | Ed Jones              | Honda     | Honda     | 1–17                             |
| Dale Coyne Racing                            | 63  | Pippa Mann            | Honda     | Honda     | 6                                |
| Dreyer & Reinbold Racing                     | 14  | Sage Karam            | Chevrolet | Chevrolet | 6                                |
| Lazier Racing Partners                       | 44  | Buddy Lazier          | Chevrolet | Chevrolet | 6                                |
| Juncos Racing                                | 11  | Spencer Pigot         | Chevrolet | Chevrolet | 6                                |
| Juncos Racing                                | 17  | Sebastián Saavedra    | Chevrolet | Chevrolet | 6                                |
| Harding Racing                               | 88  | Gabby Chaves          | Chevrolet | Chevrolet | 6, 9, 14                         |

## Rennkalender
Der Rennkalender der IndyCar Series umfasst 17 Rennen auf 16 Rennstrecken. Im Vergleich zum Vorjahr wurde das Bommarito Automotive Group 500 im Gateway Motorsports Park dem Kalender hinzugefügt.
| Nr. | Datum         | Veranstaltung (Rennstrecke)                                   | Distanz (Meilen) | Erster                                | Zweiter                               | Dritter                               | Pole-Position                         | Schnellste Runde                      | Meiste Führungsrunden                 |
| --- | ------------- | ------------------------------------------------------------- | ---------------- | ------------------------------------- | ------------------------------------- | ------------------------------------- | ------------------------------------- | ------------------------------------- | ------------------------------------- |
| 01. | 13. März      | Firestone Grand Prix of St. Petersburg (Saint Petersburg) (T) | 198              | Sébastien Bourdais (Dallara-Honda)    | Simon Pagenaud (Dallara-Chevrolet)    | Scott Dixon (Dallara-Honda)           | Will Power (Dallara-Chevrolet)        | Scott Dixon (Dallara-Honda)           | Sébastien Bourdais (Dallara-Honda)    |
| 02. | 09. April     | Toyota Grand Prix of Long Beach (Long Beach) (T)              | 167,28           | James Hinchcliffe (Dallara-Honda)     | Sébastien Bourdais (Dallara-Honda)    | Josef Newgarden (Dallara-Chevrolet)   | Hélio Castroneves (Dallara-Chevrolet) | Hélio Castroneves (Dallara-Chevrolet) | Scott Dixon (Dallara-Honda)           |
| 03. | 23. April     | Honda Indy Grand Prix of Alabama (Birmingham) (P)             | 207              | Josef Newgarden (Dallara-Chevrolet)   | Scott Dixon (Dallara-Honda)           | Simon Pagenaud (Dallara-Chevrolet)    | Will Power (Dallara-Chevrolet)        | Will Power (Dallara-Chevrolet)        | Will Power (Dallara-Chevrolet)        |
| 04. | 29. April     | Phoenix Grand Prix (Avondale) (O)                             | 255,5            | Simon Pagenaud (Dallara-Chevrolet)    | Will Power (Dallara-Chevrolet)        | J. R. Hildebrand (Dallara-Chevrolet)  | Hélio Castroneves (Dallara-Chevrolet) | Will Power (Dallara-Chevrolet)        | Simon Pagenaud (Dallara-Chevrolet)    |
| 05. | 13. Mai       | IndyCar Grand Prix (Indianapolis) (P)                         | 207,315          | Will Power (Dallara-Chevrolet)        | Scott Dixon (Dallara-Honda)           | Ryan Hunter-Reay (Dallara-Honda)      | Will Power (Dallara-Chevrolet)        | Josef Newgarden (Dallara-Chevrolet)   | Will Power (Dallara-Chevrolet)        |
| 06. | 28. Mai       | Indianapolis 500 (Indianapolis) (O)                           | 500              | Takuma Satō (Dallara-Honda)           | Hélio Castroneves (Dallara-Chevrolet) | Ed Jones (Dallara-Honda)              | Scott Dixon (Dallara-Honda)           | Takuma Satō (Dallara-Honda)           | Max Chilton (Dallara-Honda)           |
| 07. | 03. Juni      | Chevrolet Detroit Grand Prix (Detroit) (T)                    | 164,5            | Graham Rahal (Dallara-Honda)          | Scott Dixon (Dallara-Honda)           | James Hinchcliffe (Dallara-Honda)     | Graham Rahal (Dallara-Honda)          | Josef Newgarden (Dallara-Chevrolet)   | Graham Rahal (Dallara-Honda)          |
| 08. | 04. Juni      | Chevrolet Detroit Grand Prix (Detroit) (T)                    | 164,5            | Graham Rahal (Dallara-Honda)          | Josef Newgarden (Dallara-Chevrolet)   | Will Power (Dallara-Chevrolet)        | Takuma Satō (Dallara-Honda)           | Josef Newgarden (Dallara-Chevrolet)   | Graham Rahal (Dallara-Honda)          |
| 09. | 10. Juni      | Rainguard Water Sealers 600 (Fort Worth) (O)                  | 357,12           | Will Power (Dallara-Chevrolet)        | Tony Kanaan (Dallara-Honda)           | Simon Pagenaud (Dallara-Chevrolet)    | Charlie Kimball (Dallara-Honda)       | Tony Kanaan (Dallara-Honda)           | Will Power (Dallara-Chevrolet)        |
| 10. | 25. Juni      | Kohler Grand Prix (Elkhart Lake) (P)                          | 220,77           | Scott Dixon (Dallara-Honda)           | Josef Newgarden (Dallara-Chevrolet)   | Hélio Castroneves (Dallara-Chevrolet) | Hélio Castroneves (Dallara-Chevrolet) | Josef Newgarden (Dallara-Chevrolet)   | Scott Dixon (Dallara-Honda)           |
| 11. | 09. Juli      | Iowa Corn 300 (Newton) (O)                                    | 268,2            | Hélio Castroneves (Dallara-Chevrolet) | J. R. Hildebrand (Dallara-Chevrolet)  | Ryan Hunter-Reay (Dallara-Honda)      | Will Power (Dallara-Chevrolet)        | Hélio Castroneves (Dallara-Chevrolet) | Hélio Castroneves (Dallara-Chevrolet) |
| 12. | 16. Juli      | Honda Indy Toronto (Toronto) (T)                              | 151,81           | Josef Newgarden (Dallara-Chevrolet)   | Alexander Rossi (Dallara-Honda)       | James Hinchcliffe (Dallara-Honda)     | Simon Pagenaud (Dallara-Chevrolet)    | Simon Pagenaud (Dallara-Chevrolet)    | Josef Newgarden (Dallara-Chevrolet)   |
| 13. | 30. Juli      | Honda Indy 200 at Mid-Ohio (Lexington) (P)                    | 203,22           | Josef Newgarden (Dallara-Chevrolet)   | Will Power (Dallara-Chevrolet)        | Graham Rahal (Dallara-Honda)          | Will Power (Dallara-Chevrolet)        | Alexander Rossi (Dallara-Honda)       | Josef Newgarden (Dallara-Chevrolet)   |
| 14. | 20. August    | ABC Supply 500 (Long Pond) (O)                                | 500              | Will Power (Dallara-Chevrolet)        | Josef Newgarden (Dallara-Chevrolet)   | Alexander Rossi (Dallara-Honda)       | Takuma Satō (Dallara-Honda)           | Tony Kanaan (Dallara-Honda)           | Scott Dixon (Dallara-Honda)           |
| 15. | 26. August    | Bommarito Automotive Group 500 (Madison) (O)                  | 310              | Josef Newgarden (Dallara-Chevrolet)   | Scott Dixon (Dallara-Honda)           | Simon Pagenaud (Dallara-Chevrolet)    | Will Power (Dallara-Chevrolet)        | Josef Newgarden (Dallara-Chevrolet)   | Josef Newgarden (Dallara-Chevrolet)   |
| 16. | 03. September | IndyCar Grand Prix at The Glen (Watkins Glen) (P)             | 202,2            | Alexander Rossi (Dallara-Honda)       | Scott Dixon (Dallara-Honda)           | Ryan Hunter-Reay (Dallara-Honda)      | Alexander Rossi (Dallara-Honda)       | Sébastien Bourdais (Dallara-Honda)    | Alexander Rossi (Dallara-Honda)       |
| 17. | 18. September | GoPro Grand Prix of Sonoma (Sonoma) (P)                       | 202,75           | Simon Pagenaud (Dallara-Chevrolet)    | Josef Newgarden (Dallara-Chevrolet)   | Will Power (Dallara-Chevrolet)        | Josef Newgarden (Dallara-Chevrolet)   | Simon Pagenaud (Dallara-Chevrolet)    | Simon Pagenaud (Dallara-Chevrolet)    |

- Erklärung: O: Ovalkurs, T: temporäre Rennstrecke (Stadtkurs), P: permanente Rennstrecke.

## Wertungen

### Punktesystem
Die Punkte werden nach folgendem Schema vergeben:
| Position                        | 1   | 2  | 3  | 4  | 5  | 6  | 7  | 8  | 9  | 10 | 11 | 12 | 13 | 14 | 15 | 16 | 17 | 18 | 19 | 20 | 21 | 22 | 23 | 24 | 25 | 26 | 27 | 28 | 29 | 30 | 31 | 32 | 33 |
| ------------------------------- | --- | -- | -- | -- | -- | -- | -- | -- | -- | -- | -- | -- | -- | -- | -- | -- | -- | -- | -- | -- | -- | -- | -- | -- | -- | -- | -- | -- | -- | -- | -- | -- | -- |
| Standardrennen                  | 50  | 40 | 35 | 32 | 30 | 28 | 26 | 24 | 22 | 20 | 19 | 18 | 17 | 16 | 15 | 14 | 13 | 12 | 11 | 10 | 9  | 8  | 7  | 6  | 5  | 5  | 5  | 5  | 5  | 5  | 5  | 5  | 5  |
| Indianapolis 500 & Saisonfinale | 100 | 80 | 70 | 64 | 60 | 56 | 52 | 48 | 44 | 40 | 38 | 36 | 34 | 32 | 30 | 28 | 26 | 24 | 22 | 20 | 18 | 16 | 14 | 12 | 10 | 10 | 10 | 10 | 10 | 10 | 10 | 10 | 10 |
| Indianapolis 500 Qualifying     | 42  | 40 | 38 | 36 | 34 | 32 | 30 | 28 | 26 | 24 | 23 | 22 | 21 | 20 | 19 | 18 | 17 | 16 | 15 | 14 | 13 | 12 | 11 | 10 | 9  | 8  | 7  | 6  | 5  | 4  | 3  | 2  | 1  |

Außerdem gibt es einen Zusatzpunkt für die Pole-Position und zwei zusätzliche Punkte für den Fahrer, der das Rennen die meisten Runden angeführt hat. Alle Fahrer mit mindestens einer Führungsrunde erhalten zudem einen Punkt.

### Fahrerwertung
| 01   | J. Newgarden   | 8   | 3   | 1°  | 9°  | 11  | 22   | 19   | 4   | 2°  | 13° | 2°  | 6°  | 1*  | 1*  | 2°  | 1*  | 18° | 2°  | 642    |
| 02   | S. Pagenaud    | 2°  | 5   | 3   | 1*  | 4   | 23   | 14   | 16  | 5   | 3   | 4   | 7°  | 5°  | 4   | 4   | 3°  | 9   | 1*  | 629    |
| 03   | S. Dixon       | 3   | 4*  | 2°  | 5   | 2   | 1    | 32°  | 2°  | 6   | 9°  | 1*  | 8   | 10  | 9   | 6*  | 2   | 2°  | 4   | 621    |
| 04   | H. Castroneves | 6   | 9   | 4°  | 4°  | 5°  | 19   | 2°   | 7°  | 9   | 20  | 3°  | 1*  | 8°  | 7   | 7   | 4°  | 4°  | 5   | 598    |
| 05   | W. Power       | 19° | 13  | 14* | 2°  | 1*  | 9    | 23°  | 18  | 3   | 1*  | 5   | 4°  | 21  | 2°  | 1°  | 20° | 6   | 3   | 562    |
| 06   | G. Rahal       | 17  | 10  | 13  | 21  | 6   | 14   | 12°  | 1*  | 1*  | 4   | 8   | 5   | 9   | 3°  | 9°  | 12  | 5   | 6   | 522    |
| 07   | A. Rossi       | 11  | 19  | 5   | 15  | 8   | 3    | 7°   | 5   | 7   | 22  | 13  | 11  | 2   | 6   | 3°  | 6   | 1*  | 21  | 494    |
| 08   | T. Satō        | 5°  | 18  | 9   | 16  | 12  | 4    | 1°   | 8   | 4°  | 10  | 19  | 16  | 16  | 5   | 13  | 19  | 19  | 20  | 441    |
| 09   | R. Hunter‑Reay | 4   | 17° | 11  | 13  | 3   | 10   | 27°  | 13  | 17  | 19  | 14  | 3   | 6   | 8   | 8°  | 15  | 3°  | 8   | 421    |
| 10   | T. Kanaan      | 12  | 15  | 7   | 6   | 20  | 7    | 5°   | 15  | 10  | 2°  | 21  | 9   | 19  | 16  | 5°  | 16  | 20  | 16  | 403    |
| 11   | M. Chilton     | 16  | 14  | 12  | 20  | 7   | 15   | 4*   | 11  | 15  | 8°  | 9   | 14° | 7°  | 15  | 18  | 17° | 8   | 12  | 396    |
| 12   | M. Andretti    | 7   | 20  | 21  | 18  | 16  | 8    | 8    | 12  | 13  | 6   | 18  | 17° | 4   | 12  | 11° | 14  | 16  | 7   | 388    |
| 13   | J. Hinchcliffe | 9°  | 1°  | 6   | 12  | 13  | 17   | 22   | 3°  | 20  | 14  | 20  | 10  | 3   | 11  | 20° | 8   | 21  | 22  | 376    |
| 14   | E. Jones       | 10  | 6   | 16  | 11  | 19  | 11   | 3    | 9   | 22  | 17  | 7   | 18  | 20  | 21  | 17  | 13  | 13  | 19  | 354    |
| 15   | J. Hildebrand  | 13  | 11  | INJ | 3   | 14  | 6    | 16°  | 17  | 18  | 12  | 16  | 2   | 13  | 17  | 19° | 18  | 15  | 14  | 347    |
| 16   | C. Muñoz       | 21  | 7   | 17  | 10  | 15  | 24   | 10   | 14  | 11  | 18  | 11  | 20  | 15  | 18  | 10  | 9   | 10  | 15  | 328    |
| 17   | C. Kimball     | 18  | 21  | 15° | 8   | 21  | 16   | 25°  | 21  | 8   | 21° | 6°  | 15° | 12  | 13  | 16  | 7   | 7   | 11  | 327    |
| 18   | C. Daly        | 15  | 16  | 18  | 14  | 17  | 26   | 30   | 22  | 12  | 7   | 15  | 19  | 17  | 10  | 14  | 5   | 11  | 10° | 305    |
| 19   | M. Aleshin     | 14  | 12  | 10  | 17  | 18  | 13   | 13   | 6°  | 16  | 15  | 10  | 21  |     | 14  |     |     |     |     | 237    |
| 20   | S. Pigot       | 20  | 8   | 20  |     | 9   | 29   | 18   | 10  | 21  |     | 12  |     | 18  | 19  |     |     | 12° | 13  | 218    |
| 21   | S. Bourdais    | 1*  | 2   | 8   | 19  | 22  | WD   | INJ  | INJ | INJ | INJ | INJ | INJ | INJ | INJ | INJ | 10° | 17  | 9   | 214    |
| 22   | E. Carpenter   |     |     |     | 7   |     | 2    | 11°  |     |     | 11  |     | 12  |     |     | 12  | 21  |     |     | 169    |
| 23   | G. Chaves      |     |     |     |     |     | 25   | 9    |     |     | 5   |     |     |     |     | 15  |     |     |     | 98     |
| 24   | J. Montoya     |     |     |     |     | 10  | 18   | 6°   |     |     |     |     |     |     |     |     |     |     |     | 93     |
| 25   | E. Gutiérrez   |     |     |     |     |     |      |      | 19  | 14  |     | 17  | 13  | 14  | 20  | 22  |     |     |     | 91     |
| 26   | S. Saavedra    |     |     |     |     |     | 31   | 15   |     |     |     |     |     | 11  |     | 21  | 11  |     |     | 80     |
| 27   | O. Servià      |     |     |     |     |     | 12   | 21   | 20  | 19  |     |     |     |     |     |     |     |     |     | 61     |
| 28   | J. Harvey      |     |     |     |     |     | 27   | 31   |     |     |     |     |     |     |     |     |     | 14  | 18  | 57     |
| 29   | F. Alonso      |     |     |     |     |     | 5    | 24°  |     |     |     |     |     |     |     |     |     |     |     | 47     |
| 30   | P. Mann        |     |     |     |     |     | 28   | 17   |     |     |     |     |     |     |     |     |     |     |     | 32     |
| 31   | Z. DeMelo      |     |     |     |     |     |      |      |     |     |     |     |     |     |     |     |     |     | 17  | 26     |
| 32   | J. Howard      |     |     |     |     |     | 20   | 33   |     |     |     |     |     |     |     |     |     |     |     | 24     |
| 33   | Z. Veach       |     |     | 19  |     |     | 32   | 26   |     |     |     |     |     |     |     |     |     |     |     | 23     |
| 34   | S. Karam       |     |     |     |     |     | 21   | 28   |     |     |     |     |     |     |     |     |     |     |     | 23     |
| 35   | J. Davison     |     |     |     |     |     | 33   | 20°  |     |     |     |     |     |     |     |     |     |     |     | 21     |
| 36   | T. Vautier     |     |     |     |     |     |      |      |     |     | 16° |     |     |     |     |     |     |     |     | 15     |
| 37   | B. Lazier      |     |     |     |     |     | 30   | 29   |     |     |     |     |     |     |     |     |     |     |     | 14     |
| Pos. | Fahrer         | STP | LBH | ALA | PHO | IMS | INDY | INDY | DET | DET | TXS | ROA | IOW | TOR | MDO | POC | GAT | WGL | SNM | Punkte |

| Farbe      | Bedeutung                                          |
| ---------- | -------------------------------------------------- |
| Gold       | Sieger                                             |
| Silber     | 2. Platz                                           |
| Bronze     | 3. Platz                                           |
| Grün       | 4. und 5. Platz                                    |
| Hellblau   | 6. bis 10. Platz                                   |
| Dunkelblau | Rennen beendet (außerhalb der ersten zehn Piloten) |
| Violett    | Rennen nicht beendet                               |
| Rot        | nicht qualifiziert (DNQ)                           |
| Schwarz    | disqualifiziert (DSQ)                              |
| Weiß       | nicht am Start (DNS)                               |
| Weiß       | zurückgezogen (WD)                                 |
| Weiß       | Rennen abgesagt (C)                                |
| Blanko     | nicht teilgenommen                                 |
| Blanko     | nicht erschienen (DNA)                             |
| Blanko     | verletzt oder krank (INJ)                          |
| Blanko     | ausgeschlossen (EX)                                |

| Weitere Notation   |                                            |
| Fett               | Pole-Position (1 Punkt)                    |
| Kursiv             | Schnellste Rennrunde                       |
| *                  | Meiste Führungsrunden (2 Punkte + 1 Punkt) |
| °                  | Mindestens eine Führungsrunde (1 Punkt)    |
| Rookie of the Year |                                            |
| Rookie             |                                            |

| Farbe      | Bedeutung          |
| ---------- | ------------------ |
| Gold       | 1. Platz           |
| Silber     | 2. Platz           |
| Bronze     | 3. Platz           |
| Grün       | 4. und 5. Platz    |
| Hellblau   | 6. bis 9. Platz    |
| Dunkelblau | 10. bis 33. Platz  |
| Rot        | nicht qualifiziert |

| Farbe      | Bedeutung                                          |
| ---------- | -------------------------------------------------- |
| Gold       | Sieger                                             |
| Silber     | 2. Platz                                           |
| Bronze     | 3. Platz                                           |
| Grün       | 4. und 5. Platz                                    |
| Hellblau   | 6. bis 10. Platz                                   |
| Dunkelblau | Rennen beendet (außerhalb der ersten zehn Piloten) |
| Violett    | Rennen nicht beendet                               |
| Rot        | nicht qualifiziert (DNQ)                           |
| Schwarz    | disqualifiziert (DSQ)                              |
| Weiß       | nicht am Start (DNS)                               |
| Weiß       | zurückgezogen (WD)                                 |
| Weiß       | Rennen abgesagt (C)                                |
| Blanko     | nicht teilgenommen                                 |
| Blanko     | nicht erschienen (DNA)                             |
| Blanko     | verletzt oder krank (INJ)                          |
| Blanko     | ausgeschlossen (EX)                                |

| Weitere Notation   |                                            |
| Fett               | Pole-Position (1 Punkt)                    |
| Kursiv             | Schnellste Rennrunde                       |
| *                  | Meiste Führungsrunden (2 Punkte + 1 Punkt) |
| °                  | Mindestens eine Führungsrunde (1 Punkt)    |
| Rookie of the Year |                                            |
| Rookie             |                                            |

| Farbe      | Bedeutung          |
| ---------- | ------------------ |
| Gold       | 1. Platz           |
| Silber     | 2. Platz           |
| Bronze     | 3. Platz           |
| Grün       | 4. und 5. Platz    |
| Hellblau   | 6. bis 9. Platz    |
| Dunkelblau | 10. bis 33. Platz  |
| Rot        | nicht qualifiziert |

- Hélio Castroneves erhielt als Zweitplatzierter im Qualifying zum ersten Rennen und Ryan Hunter-Reay als Zweitplatzierter im Qualifying zum zweiten Rennen des Chevrolet Detroit Grand Prix einen Bonuspunkt.